# Eugène Ursch
Eugène Ursch ( 1882 -1962 ) fue un botánico y recolector francés.
Fue por años Director del Jardín Botánico y Zoológico de Tsimbazaza, en Madagascar.

## Algunas publicaciones
- Ursch, E; JD Leandri. 1954. Les Euphorbes Malgaches Epineuses et Charnues du Jardin Botanique de Tsimbazaza. Memorias de L'Institut scientifique de Madagascar:

144-154

## Honores
Se nombra en su honor la especie:
- Angraecum urschianum Toill-Gen. & Bosser 1961

- La abreviatura «Ursch» se emplea para indicar a Eugène Ursch como autoridad en la descripción y clasificación científica de los vegetales.[1]